# Маліївське
Малі́ївське — село в Україні, у Синельниківському районі Дніпропетровської області. Входить до складу Слов'янської сільської громади. Населення становить 228 осіб. До 2020 року орган місцевого самоврядування — Зорянська сільська рада.

## Географія
Село Маліївське розміщене на відстані 2 км від села Миронове і за 2,5 км від сіл Зоряне і Зелене (Донецька область).

## Історія
За даними 1859 року хутір Маліїв був державним хутором. 13 подвір'їв, 122 мешканця.
12 червня 2020 року, відповідно до розпорядження Кабінету Міністрів України № 709-р від «Про визначення адміністративних центрів та затвердження територій територіальних громад Дніпропетровської області», увійшло до складу  Слов'янської сільської громади.
19 липня 2020 року, в результаті адміністративно-територіальної реформи і ліквідації Межівського району, село увійшло до складу новоутвореного Синельниківського району.